# Байндтське абатство
47°50′34″ пн. ш. 9°39′57″ сх. д. / 47.842778° пн. ш. 9.665833° сх. д.
Байндтське абатство або Байндтський імперський монастир (нім. Reichskloster Baindt) — колись цистерціанський, а тепер францисканський монастир у Байндті району Равенсбург, що у землі Баден-Вюртемберг (Німеччина).

## Історія

### Цистерціанський монастир
Абатство було засноване у 1240 р. Конрадом Вінтерштеттеном. Воно отримало статус «reichsunmittelbar» (прямого підпорядкування імператору) у 1376 р., хоча і продовжувало формально підпорядковуватись Салемському абатству. Воно було зруйноване у 1525 р. під час Селянської війни і знову у 1649 р. під час Тридцятирічної війни. Абатство було відбудовано та реставровано у стилі бароко між 1724—1729 рр.
У 1802 р. абатство було секуляризоване, а його володіння перейшли до графів Аспермонт-Лінден. Абатська церква Богородиці Нашої Пані стала парафіяльною з 1817 р. і їй були передані залишки монастира у 1842, після руйнування більшості монатсирських будівель у попередньому році.

### Францисканці
У 1903 р. колишній будинок сторожа був куплений сестрами-францисканками Хейлігенбронна.